# Istoria consolelor de jocuri (prima generație)
Prima generație a consolelor de jocuri video a început în anul 1972, odată cu apariția consolei Magnavox Odyssey și a durat până în anul 1977, când producătorii consolelor de stil „pong” au părăsit piața din cauza introducerii consolelor bazate pe microprocesor.

## Televiziune interactivă
Inginerul de televiziune Ralph Baer a conceput ideea de televizor interactiv în timp ce construia un televizor pentru compania Loral, în The Bronx, New York. A explorat ideea în continuare în 1966, când a fost inginer șef și manager al diviziunii de design a echipamentului la Sanders Associates. Baer a creat un joc video simplu numit Chase, cu doi jucători, care putea fi afișat pe un televizor standard, în care două puncte se urmăreau reciproc pe ecran. După o demonstrație pentru directorul de cercetare și dezvoltare Herbert Campman, proiectul a fost finanțat și făcut „oficial”. În 1967, Bill Harrison s-a alăturat proiectului și a fost construit un pistol optic dintr-o armă de jucărie, care era îndreptat către o țintă controlată de jucător.
Bill Rusch s-a alăturat proiectului pentru a se spori viteza de dezvoltare și, după puțin timp, un al treilea punct controlat de consolă a fost introdus pentru a se crea un joc ping-pong. Cu mai multă finanțare, au fost create alte jocuri, iar Baer a avut ideea de a comercializa consola către companiile de televiziune prin cablu, care puteau transmite imagini statice ca fundale pentru jocuri. În februarie 1958 a fost prezentat un prototip vicepreședintelui Teleprompter, Hubert Schlafly, care a semnat un acord cu Sanders. Industria televiziunii prin cablu era într-un declin în anii '60 și '70 și din cauza unei lipse de finanțare, echipa a fost nevoită să găsească alternative. Dezvoltarea hardware-ului a continuat, rezultând prototipul „Brown Box”, care avea două controlere, un pistol optic și șaisprezece comutatoare pe consolă cu care se selecta jocul care avea să fie jucat. În a doua jumătate a anului 1969, Baer a semnat un acord cu Magnavox. Principalele modificări ale Magnavox asupra consolei au fost utilizarea circuitelor detașabile pentru schimbarea jocurilor și eliminarea culorilor din grafică, în favoarea unor straturi de material transparent care se aplicau pe ecranul televizorului, pentru a reduce costurile de producție. A fost lansată în mai 1972 sub numele de Magnavox Odyssey.Magnabox a creat mai târziu o serie de console :Odyssey 100, Odyssey 200, Odyssey 300, Odyssey 400, Odyssey 500, Magnavox TV Sports, 
, O
Odyssey 2000, Odyssey 3000, Odyssey 4000, Odyssey 2100 și în generația a doua Magnavox Odyssey 2 .Alte companii care au făcut console în prima generație a consolelor sunt : Tele-Games, Atari, Coleco, Telestars, Sears, Nintendo, etc.Alte console apărute în prima generație a consolelor sunt: Telestars Combat, Super Pong lV, Super Pong ten, TV Game-6 ,etc

## Comparație
| Nume            | Magnavox Odyssey                    | Magnavox Odyssey 200 | Pong           | Telstar                 | Color TV Game                                |
| --------------- | ----------------------------------- | -------------------- | -------------- | ----------------------- | -------------------------------------------- |
| Fabricant       | Magnavox                            | Magnavox             | Atari/Sears    | Coleco                  | Nintendo                                     |
| Consolă         |                                     |                      |                |                         |                                              |
| Preț la lansare | 100 $                               | 100 – 230 $          | 98,95 $        | 50 $                    | 8.300 – 48.000 ¥ (aproximativ 101 – 594,8 $) |
| Data apariției  | - AN mai 1972 - EUR 1974 - JAP 1975 | - AN 1975            | - AN 1975      | - AN 1976 - JAP 1977    | - JAP 1977                                   |
| Media           | casetă                              | indisp.              | cip încorporat | casetă (Telstar Arcade) | indisp.                                      |
| Accesorii       | pistol optic                        | indisp.              | indisp.        | controller              | indisp.                                      |

## ote
1. ↑  Wolf, Mark J.P. (2008). The Video Game Explosion. Greenwood Publishing Group. pp. Pagina xviii. ISBN 031333868X, 9780313338687 Verificați valoarea |isbn=: invalid character (ajutor).
2. ↑  „Atari home PONG systems”. Pong-Story. Accesat în 25 noiembrie. Parametru necunoscut |anaccesare= ignorat (ajutor); Verificați datele pentru: |access-date= (ajutor)